# Olympische Sommerspiele 2008/Teilnehmer (Andorra)
| Gelbes Symbol für Goldmedaillen mit stilisierten Olympischen Ringen | Graues Symbol für Silbermedaillen mit stilisierten Olympischen Ringen | Braundes Symbol für Bronzemedaillen mit stilisierten Olympischen Ringen |
| ------------------------------------------------------------------- | --------------------------------------------------------------------- | ----------------------------------------------------------------------- |
| —                                                                   | —                                                                     | —                                                                       |

Andorra nahm 2008 zum neunten Mal an Olympischen Sommerspielen teil. Das andorranische Nationale Olympische Komitee entsandte fünf Sportler, die in vier verschiedenen Sportarten antraten.

## Teilnehmer nach Sportart

### Judo
| Athleten               | Wettbewerb       | 1. Runde | 1. Runde | 2. Runde           | 2. Runde    | Hoffnungsrunde Achtelfinale / Achtelfinale | Hoffnungsrunde Achtelfinale / Achtelfinale | Hoffnungsrunde Viertelfinale / Viertelfinale | Hoffnungsrunde Viertelfinale / Viertelfinale | Hoffnungsrunde Halbfinale / Halbfinale | Hoffnungsrunde Halbfinale / Halbfinale | Finale / Platz 3 | Finale / Platz 3 | Rang |
| Athleten               | Wettbewerb       | Gegner   | Ergebnis | Gegner             | Ergebnis    | Gegner                                     | Ergebnis                                   | Gegner                                       | Ergebnis                                     | Gegner                                 | Ergebnis                               | Gegner           | Ergebnis         | Rang |
| ---------------------- | ---------------- | -------- | -------- | ------------------ | ----------- | ------------------------------------------ | ------------------------------------------ | -------------------------------------------- | -------------------------------------------- | -------------------------------------- | -------------------------------------- | ---------------- | ---------------- | ---- |
| Männer                 |                  |          |          |                    |             |                                            |                                            |                                              |                                              |                                        |                                        |                  |                  |      |
| Daniel García González | Klasse bis 66 kg | –        | –        | Yordanis Arencibia | 0000 - 1010 | Amin El Hady                               | 0001 - 1001                                | ausgeschieden                                | ausgeschieden                                | ausgeschieden                          | ausgeschieden                          | ausgeschieden    | ausgeschieden    | 13   |

### Kanu

#### Kanuslalom
| Athleten          | Wettbewerb | Vorlauf  | Vorlauf | Halbfinale    | Halbfinale    | Finale        | Finale        | Rang |
| Athleten          | Wettbewerb | Zeit     | Rang    | Zeit          | Rang          | Zeit          | Rang          | Rang |
| ----------------- | ---------- | -------- | ------- | ------------- | ------------- | ------------- | ------------- | ---- |
| Frauen            |            |          |         |               |               |               |               |      |
| Montserrat García | K-1        | 268,93 s | 20      | ausgeschieden | ausgeschieden | ausgeschieden | ausgeschieden | 20   |

### Leichtathletik
Laufen und Gehen
| Athleten         | Wettbewerb | Vorlauf | Vorlauf | Viertelfinale | Viertelfinale | Halbfinale    | Halbfinale    | Finale        | Finale        | Rang |
| Athleten         | Wettbewerb | Zeit    | Rang    | Zeit          | Rang          | Zeit          | Rang          | Zeit          | Rang          | Rang |
| ---------------- | ---------- | ------- | ------- | ------------- | ------------- | ------------- | ------------- | ------------- | ------------- | ---- |
| Frauen           |            |         |         |               |               |               |               |               |               |      |
| Montserrat Pujol | 100 m      | 12,73 s | 7       | ausgeschieden | ausgeschieden | ausgeschieden | ausgeschieden | ausgeschieden | ausgeschieden | 67   |
| Männer           |            |         |         |               |               |               |               |               |               |      |
| Antoni Bernadó   | Marathon   | –       | –       | –             | –             | –             | –             | 2:26:29 h     | 58            | 58   |

### Schwimmen
| Athleten       | Wettbewerb  | Vorlauf     | Vorlauf | Halbfinale | Halbfinale | Finale        | Finale        | Rang |
| Athleten       | Wettbewerb  | Zeit        | Rang    | Zeit       | Rang       | Zeit          | Rang          | Rang |
| -------------- | ----------- | ----------- | ------- | ---------- | ---------- | ------------- | ------------- | ---- |
| Männer         |             |             |         |            |            |               |               |      |
| Hocine Haciane | 400 m Lagen | 4:32,00 min | 5       | –          | –          | ausgeschieden | ausgeschieden | 29   |